# Biserica de lemn „Sfântul Arhanghel Mihail” din Sevirova
Biserica de lemn „Sf. Arhanghel Mihail” este o biserică amplasată în Sevirova, raionul Florești, Republica Moldova. Este un monument arhitectural de importanță națională inclus în Registrul monumentelor Republicii Moldova ocrotite de stat cu nr. 1450 (raionul Florești). Datează din 1938.